# Festival Printemps des arts de Monte-Carlo
 (juin 2018).
Si vous disposez d'ouvrages ou d'articles de référence ou si vous connaissez des sites web de qualité traitant du thème abordé ici, merci de compléter l'article en donnant les références utiles à sa vérifiabilité et en les liant à la section « Notes et références ».
Fondé en 1970 à l’instigation de la Princesse Grace de Monaco et présidé par S.A.R. la Princesse de Hanovre[Laquelle ?] depuis 1984, le Printemps des Arts de Monte-Carlo est un festival de musique dont la direction artistique est assurée depuis mai 2021 par le compositeur et chef d’orchestre Bruno Mantovani. Dans la lignée de son prédécesseur le compositeur Marc Monnet, ce dernier propose une programmation qui questionne l’Histoire en établissant un dialogue entre les œuvres présentées dans une même soirée.   
Moyen Âge et création contemporaine, musiques traditionnelles et jazz : le Printemps des Arts confronte langages, esthétiques, écoles et établit des passerelles entre des musiciens à priori éloignés.
De 2022 à 2024, le festival aborde la question de l’évolution stylistique de nombreux compositeurs en donnant à entendre leurs premiers et derniers opus. Une attention particulière est accordée au dialogue entre musique et autres formes d’expression artistique : danse, théâtre et même gastronomie participeront à cette célébration de l’hédonisme sonore.

## Historique
Daniel Barenboïm, Ruggero Raimondi, Ileana Cotrubaș sont les premiers solistes à se produire au festival. À partir de 1987 se succèdent Margaret Price, Alicia de Larrocha et une série d’opéras baroques plus ou moins inédits. Pour n’en citer que quelques-uns on découvre les Chinoises de Glück sous la direction de René Jacobs, Le Peintre parisien de Cimarosa, Flavio de Haendel… 
Outre les grands noms de la scène classique, de « jeunes pousses » ont fait leur début au Printemps des Arts comme Repin, Vengerov et Cecilia Bartoli. Beaucoup[Qui ?] ont été marqués par la découverte du baryton Thomas Quasthoff. 
En parallèle des grands solistes, le Printemps accueille également des orchestres de renommée mondiale : le philharmonique de Los Angeles dirigée par André Prévin en 1987, le Symphonique de Berlin dirigé par Riccardo Chailly en 1988, la Philharmonique tchèque dirigée par Václav_Neumann en 1990 et le Philharmonia de Londres dirigé par Lorin Maazel en 1997. 
Les dernières années du XXe siècle sont marquées par la fin de la série des opéras baroques pour laisser place à des créations d’opéras modernes mais encore bien classiques comme Dorian Gray de Lowell Liebermann en 1996 d’après l’œuvre sur l’homosexualité supposée d’Oscar Wilde, Des Saisons en enfer de Marius Constant en 1999 et encore Cécilia de Charles Chaynes en 2000. 
Au cours de ces années, le Printemps des Arts se fraie un chemin du côté du théâtre avec des pièces célèbres. Pierre Dux et Denise Gence se produisent dans Les Chaises de Ionesco en 1989, Geneviève Casile en 1996, Laurent Terzieff en 1997, le duo Michel Bouquet-Claude Brasseur dans une confrontation imaginaire entre le chef d'orchestre Furtwängler et un officier de l’armée américaine en 2001.
Le Printemps des Arts ne se cantonne pas à la musique et développe l’exposition des arts plastiques pendant un temps : des sculptures sont installées dans les jardins dès 1989 à l’instigation de la galeriste new-yorkaise Marisa Del Re. Ainsi, Botero est à l’honneur en 1999 dans toute la principauté.
En 1999, Pogorelich, pianiste yougoslave se produit dans la salle Garnier où il interprète le récital de Chopin et la Marche funèbre. 
Antoine Battaini laisse sa place en 1992 de directeur artistique à Rainier Rocchi nouveau Directeur des Affaires culturelles. Il met à l’honneur l’Orchestre philharmonique de Monte-Carlo. Rocchi modernise le Printemps des Arts en actualisant la programmation et en faisant apparaître du jazz avec notamment Didier Lockwood.
La direction du musicien compositeur Marc Monnet renouvelle le festival. À partir de 2003, le nouveau directeur change considérablement la programmation en redéfinissant l'identité sonore du Printemps des Arts : la musique classique côtoie désormais la musique plus contemporaine. Marc Monnet ne se cantonne pas aux salles classiques de concert, mais réquisitionne des lieux nouveaux et parfois insolites comme des musées et même des parkings. Il crée aussi le « Voyage surprise » qui emmène le public en bus ou en train dans des lieux insolites. Un des grands noms que l’on peut retenir de ces dernières années du Printemps des Arts est celui de Pierre Boulez à la Salle du Sporting avec l'Ensemble intercontemporain qu’il dirige pour le festival en 2006. Le Printemps des Arts réunit également autour de lui les plus grands orchestres d'Europe : particulièrement en 2012, où le festival a invité le London Symphony Orchestra, le Tonhalle-Orchester Zürich et le Sächsische Staatskapelle Dresden pour jouer les symphonies de Bruckner. Le festival recherche aussi des influences culturelles multiples, avec par exemple la venue du Ballet royal du Cambodge et l'orchestre du théâtre Mariinsky dirigé par Valeri Guerguiev en 2013, l'Orchestre symphonique kimbanguiste en 2013 puis en 2017. 

## Programmes depuis 2003

### 2003 (25 avril – 4 mai) «Nouvelles aventures»
Lors de cette première édition sous la direction de Marc Monnet, de nombreuses soirées consacrées à des compositeurs centraux de l'histoire de la musique ont été inaugurées sous l'appellation de portraits : Portrait de Beethoven, Portrait de Marc Charpentier, Portrait de Janáček, Portrait de la Renaissance avec les œuvres de Lowe, Purcell, Druce, Jenkins et Guy. De même, l'équipe du festival organisa des Nuits à thème : Nuit italienne (musiques populaires, musique romantique, musique du XIVe siècle, musique contemporaine) avec en vedette le Stefano Di Battista Quartet. Au cours de la même soirée, six concerts de 30 minutes donnés deux fois présentaient une sélection d'œuvres de Rossini, de Berio, de Nono, de la musique de Ligurie : Le Trallallero, une sélection de compositeurs de musiques populaires de Gênes et enfin toute une suite d'œuvres sur la contemplation amoureuse dans l'Italie du XIVe siècle.
Une commande de la Société générale des droits d'auteur de Monte-Carlo et du Printemps des arts est exécutée autour des œuvres de Bach, Leroux, Kagel, Beethoven, Webern, Feldman, Stravinsky, Schumann et Schubert. Le Monaco Jazz Festival se met aux couleurs du Printemps pour écouter le Stefano Bollani Trio, le Louis Sclavis Quartet et le Esbjörn Svensson Trio.

### 2004 (2 avril – 18 avril) «Découvertes insolites»
L'édition 2004 intitulée Découvertes insolites inaugure le concept de « Voyage surprise ». Le principe est simple, le public se laisse porter en bus ou en train vers des lieux insolites en vue d'assister à des concerts tenus secrets. 
Parallèlement, les « Portraits » de compositeurs sont renouvelés avec les portraits de Rameau, Mozart, Debussy et Varèse. Il y a également plusieurs soirées à thèmes : une Nuit indienne, une Nuit baroque, une soirée de jazz insolite à Monaco et une Nuit du quatuor. Un nouveau concept est introduit : « les découvertes imprévues » pendant lesquelles on peut entendre de la musique médiévale et une musique pour luth. 
Dans un esprit plus contemporain, trois installations sonores sont installées intitulées : Wagner en tête, Dropper et Percussions virtuelles du GMEM.
Marc Monnet programme sept commandes/créations de Gérard Pesson, Andrea Cera, Marc Ducret, Ivan Fedele, Ramon Lazkano, Bruno Mantovani et Martin Ma. La danse entre dans le festival avec la création de Jean-Christophe Maillot et des Ballets de Monte-Carlo autour des sept commandes précédentes. 

### 2005 (1eravril – 17 avril) «Machine Musique»
Cette édition s'organise en 5 cycles de 3 jours contrairement aux années précédentes : 
- Premier cycle : Fin de semaine des claviers
- Deuxième cycle : Machine infernale et French Jazz Machine
- Troisième cycle : Fin de semaine classique et romantique
- Quatrième cycle : Nocturnes singuliers
- Cinquième cycle : Musiques composites de fin de semaine.

Au cours de ces concerts le compositeur Mauricio Kagel fait l'honneur de sa présence. Une exposition de pianos d'époques est organisée. Parallèlement, de nouvelles créations pour le Printemps des Arts sont jouées (Betsy Jolas, Louis Sclavis, Phebe's (sons et lumières) et les soirées « Portraits » sont consacrées à Haydn et Schumann. Cette édition est le théâtre de nouveautés comme une Nuit des ténèbres et des lamentations, une Nuit des clowns, 3 Nuits du jazz, une Journée turque, une Journée des enfants et une série « Comprendre » constituée de 4 conférences didactiques.

### 2006 (1eravril – 23 avril) «Liszt, Ravel et Dutilleux»
L'événement de cette édition est la présence de Pierre Boulez qui a dirigé Pierre Boulez à Monaco lors d'un concert dans la salle des étoiles au Sporting de Monte-Carlo. Deux pianos à queue trônent de part et d'autre de la salle et tout un orchestre interprète les œuvres de Boulez. Les Ballets de Monte-Carlo ont participé à cette édition également en interprétant une double création. Les portraits sont consacrés à Liszt, Ravel et Dutilleux. De même, le quatuor Phospho est l'invité d'honneur de cette édition. 
Un nouveau concept est introduit : les « concerts à domicile » illustrant typiquement la musique de chambre. Sont organisés aussi les « Trois jours des métamorphoses », une journée de jazz, un carillon mobile et une « Nuit égoïste » autour des invités et des œuvres de Marc Monnet. Cette année là le festival franchit les frontières de Monaco dans le cadre du « Festival hors les murs » en prélude au Festival. Des musiciens se produisirent à Nice et à Menton.

### 2007 (30 mars – 21 avril) «Voyages des imaginaires et Portraits»
Cette édition s'est organisée autour de « Voyages des imaginaires » avec les interprétations des œuvres de Mauricio Kagel, Yan Maresz, Mauro Lanza, Gérard Grisey, Frédéric Durieux, Jonathan Harvey, Georges Aperghis, Magnus Lindberg, Iannis Xenakis. Les portraits sont ceux de Bach, Bartok et Stravinsky. 
Une soirée est consacrée à la musique du sublime avec les compositeurs : Agostini, Cristobal de Morales, Frank Bedrossian, Carlo Gesualdo.

### 2008 (28 mars – 13 avril) «Portrait Janacek et Intégrale des sonates de Beethoven»
Chaque édition ayant son événement celui de l'édition 2008 est l'intégrale des Sonates pour piano de Beethoven en dix récitals[incompréhensible]. De même, il y a 4 portraits de compositeurs : Leoš Janáček, Frédéric Chopin, Olivier Messiaen, Arnold Schönberg. 
Des thèmes comme une soirée de musique de chambre, un portrait du XVIIIe siècle, un concert « Ars Nova-Ars Antiqua » et une journée de cinéma et de la musique sont organisés dans le cadre du festival.

### 2009 (31 mars – 18 avril) «25eanniversaire»
Deux nouveautés apparaissent dans cette édition : les master classes et les interventions en collaboration avec l'École supérieure d'arts plastiques de Monte-Carlo.
Les soirées découvertes sont consacrées aux musiques étrangères d'Allemagne (Hindenith et Reger), d'Italie et d'Espagne (Albéniz, Luigi Dallapiccola) et de France (Schmitt, Chausson et Koechlin). Un Portrait de Schubert et un « Autoportrait » de Marc Monnet sont aussi montrés. Il y a également une Nuit du violoncelle avec les œuvres de Bach, Crumb, Magnard, Felix Mendelssohn, Kurtag, Chostakovitch, Berio, Kagel et Boulez. Le Quatuor Zehetmair se produit et interprète Mozart, Hendemith, Schumann, Carter, Holliger, Haydn, Bruckner et Beethoven. 
Pour fêter les 25 ans du Printemps des Arts une soirée spéciale est organisée sur deux Nuits, une « Rouge » et une « Éclatée ». La première est consacrée à Stockhausen et la deuxième présente des œuvres de Paganini, Berio, Denisov, Fauré, Debussy, Franck.

### 2010 (15 mars – 6 avril) «Aimez-vous le Printemps?»
L'édition 2010 se déroule sur 3 semaines avec des concerts tous les jours, plusieurs portraits sont présentés tels que Ravel, Brahms et  Lachenmann. Des concerts sont organisés autour du centenaire des Ballets russes, avec des œuvres de Stravinsky, Ravel et Moussorgsky. D'autres concerts ont lieu autour de la musique de l'esprit, avec des œuvres de Divitis, Ockeghem, Messe de Toulouse.

### 2011 (28 mars – 10 avril) «Schumann et Fauré»
L'édition 2011 change sa formule avec un festival organisé sur 4 week-ends :
- Week-end 1 : Turqueries la Porte de la félicité, derviches tourneurs The Whirling Dervishes of Turkey
- Week-end 2 : Portrait Gabriel Fauré ; Portrait Schumann
- Week-end 3 : Nuit du violon Bach, Bartok, Mozart, Berio, Ysaÿe, Penderecki, Ton That Tiet ; Event/Existing
- Week-end 4 : Portrait Schumann[3]

### 2012  (16 mars – 8 avril) «Accordéon et Bruckner»
L'édition 2012 est marquée par la venue des grands orchestres européens pour interpréter les symphonies de Bruckner : 
- Week-end 1 : Nuit de l'accordéon
- Week-end 2 : Nuit du tambourin ; Musique ancienne ; journée surprenante
- Week-end 3 : Cycle Bruckner Tonhalle-Orchester Zürich, Orchestre Philharmonique de Monte-Carlo
- Week-end 4 : Cycle Bruckner Sächsische Staatskapelle Dresden, London symphony Orchestra, Orchestre Philharmonique de Monte-Carlo[4]

### 2013 (15 mars – 14 avril) «Portrait Beethoven et Portrait Bartok»
L'édition 2013 propose un festival organisé sur 5 week-ends et le retour du voyage surprise : 
- Week-end 1 : Portrait Beethoven
- Week-end 2 : Portrait Bartok ; voyage surprise
- Week-end 3 : Portrait Bartok ; Ballet royal du Cambodge
- Week-end 4 : Portrait Stravinsky ; Nuit du Congo ; Musique dégénérée
- Week-end 5 : Portrait Bartok ; Portrait Beethoven [4]

### 2014 (14 mars – 13 avril) «30eanniversaire»
En 2014, le festival Printemps des Arts de Monte-Carlo fête ses 30 ans. Pour cette occasion, un gala anniversaire réunissant de nombreux artistes a lieu le 6 avril, un livre anniversaire est édité avec Actes Sud, ainsi qu'un timbre anniversaire aux couleurs du festival : 
- Week-end 1 : Portrait Scriabine ; Portrait Scriabine ; Nuit Hongroise ; Dimanche en piano
- Week-end 2 : Portrait Haydn ; Portrait Scriabine ; Nuit Surprenante ; Jeunes talents ; Nuit Baroque
- Week-end 3 : Portrait Haydn ; Week end Japon ; Jeunes talents
- Week-end 4 : Portrait Sciabine ; Portrait Haydn ; Journée des enfants ; Jeunes talents ; Journée Anniversaire
- Week-end 5 : Portrait Haydn ; Hors les murs ; Journée Marocaine

### 2015 (20 mars – 12 avril) «Bach et Sibelius»
Pour cette édition, trois portraits de compositeurs sont à l'honneur Bach, Sibelius et Donatoni. Cette année, le festival se déroule sur 4 week-ends et reçoit deux grands orchestres l'Orchestre Philharmonique de Radio France et le BBC Symphony Orchestra. 

### 2016 (19 mars – 10 avril) «Portrait Mahler et musiques au temps du Roi Soleil»
En 2016, le festival rend hommage à Gustav Mahler avec 8 symphonies interprétées par 4 orchestres allemands  (le Deutsches Symphonie-Orchester, l'Orchestre symphonique de Bamberg, l'Orchestre symphonique de la radio de Stuttgart, le NDR Radiophilharmonie Hannover et par l'Orchestre philharmonique de Monte-Carlo. Une exposition monographique retraçant la vie et l’œuvre de Gustav Mahler lui est consacré. Cette édition propose une programmation autour de la musique au temps de Louis XIV, ainsi qu'une journée consacrée aux musiques et danses bretonnes .

### 2017 (17 mars – 8 avril) «Portrait Berlioz et Concept piano»
Pour l'édition 2017, le festival propose divers thèmes à son public : un portrait Hector Berlioz ; Événement Congo ; Musiques de la Renaissance ; Concept piano ; Voyage surprise à Monaco ; Journée des conservatoires ; Jeunes talents ; Monaco Music Forum.

### 2018 (16 mars - 29 avril)  «Mozart et Ives»
C'est autour de ces deux grands compositeurs, Mozart et Ives, que s'est articulée l'édition 2018. L'un classique, l'autre moderne, le credo du festival est clair. 
Le génie de Mozart est mis à l'honneur, de ses œuvres incontournables aux partitions inachevées. Les concertos pour cor ont été brillamment interprétés par l'Orchestra of the Age of Enlightenment dirigé par l’un des plus grands spécialistes de cette musique, Roger Norrington. Les pages inachevées de Mozart, rarement interprétées, ont pu créer une œuvre inédite, le temps d’une soirée.
Ives, pionnier de la musique américaine expérimentale, a créé un « nouveau monde » fait de nouvelles harmonies et de mélodies étrangement instables. Le grand soliste Bertrand Chamayou a notamment interprété avec Tamara Stefanovich Three Quarter-Tone Pieces pour deux pianos accordés avec un quart de ton de différence.
Berio est également le fil d’Ariane du festival. En prélude des concerts, ses 14 Sequenze ont été jouées, plongeant le public dans la découverte des richesses de chaque instrument.
- Week-end 1 : Musiques américaines ; Musiques de Trouvères ; Monaco Music Forum
- Week-end 2 : Jeunes talents ; Musiques américaines et Mozart ; Musiques lettones et américaines ; Musiques américaines
- Week-end 3 : Jeunes talents ; Mozart inachevé ; Musiques américaines ; Nuit Morton Feldman ; Mozart ; Voyage surprise ; Workshop IanniX
- Week-end 4 : Musiques américaines ; Jeunes talents ; L'opéra d'aujourd'hui ; La clarinette dans tous ses états
- Week-end 5 : Danse

### 2019 (15 mars – 14 avril) «Beethoven et Kagel»
La 35e édition du Festival Printemps des Arts de Monte-Carlo se déroule du 14 mars au 15 avril 2019. Plus de vingt concerts, un film, des rencontres et master-classes ponctuent cette édition qui met à l’honneur les compositeurs Beethoven et Kagel. 
Dès l’ouverture du festival : l’orchestre Sinfonia Varsovia et Francois-Frédéric Guy au piano et à la direction présentent l’intégralité des concertos pour piano de Ludwig van Beethoven. Marc Monnet, le conseiller artistique du festival a souhaité rendre hommage à l’œuvre monumentale de Ludwig van Beethoven avant le 250e anniversaire en 2020. En parallèle, des œuvres de Mauricio Kagel sont présentées en prélude à de nombreux concerts.
- Week-end 1 : Kagel, Beethoven
- Week-end 2 : Debussy, Beethoven, Markeas / Mendelssohn, Brahms ; Voyage Surprise
- Week-end 3 : Britten, Van Dijk, Beethoven, Bartók
- Week-end 4 : Reubke, Liszt, Schütz, Stockhausen, Brahms
- Week-end 5 : Stravinsky, Kagel, Nuit du piano, musiques et chants traditionnels de Touva